# Gabriel Knight
Pour les articles homonymes, voir Knight.
 (mars 2020).
Si vous disposez d'ouvrages ou d'articles de référence ou si vous connaissez des sites web de qualité traitant du thème abordé ici, merci de compléter l'article en donnant les références utiles à sa vérifiabilité et en les liant à la section « Notes et références ».
Gabriel Knight est une série de jeux vidéo d'aventure écrits par Jane Jensen et développés par Sierra On-Line. Elle porte le nom de son héros.
Les deux premières histoires ont été adaptées en romans par la même Jane Jensen.
Le personnage principal de la série, Gabriel Knight, est un écrivain de La Nouvelle-Orléans. Il apprend dans le premier épisode qu'il est le descendant d'une longue lignée de "Schattenjäger" (chasseur d'ombre). Il est doublé par Tim Curry dans le premier et troisième volet en version originale, et joué par Dean Erickson dans le second volet.
Autres personnages récurrents :
- Franklin Mosely[3], un personnage présent dans le premier opus, Gabriel Knight : The Sins of the Fathers ainsi que dans le troisième Gabriel Knight : Énigme en Pays cathare.
- Grace Nakimura[4] : elle apparaît en fait dès le premier opus de la série, Gabriel Knight: The Sins of the Fathers, où elle travaille comme assistante de Gabriel dans sa librairie de La Nouvelle-Orléans, la St. George's Rare Books, spécialisée dans les livres rares et anciens. C'est en quelque sorte sa confidente. Dans les deux derniers épisodes de la saga, Gabriel Knight: The Beast Within et Gabriel Knight : Énigme en Pays cathare, elle accompagne Gabriel dans ses aventures et devient un personnage que le joueur peut contrôler et qui mène ses propres enquêtes, en parallèle de celles de Gabriel.

## Les jeux
- Gabriel Knight: Sins of the Fathers, sorti en 1993
- Gabriel Knight: The Beast Within, sorti en 1995
- Gabriel Knight : Énigme en Pays cathare, sorti en 1999 (Gabriel Knight: Blood of the Sacred, Blood of the Damned en version originale)
- Gabriel Knight: Sins of the Fathers - 20th Anniversary Edition, sorti en 2014 (remake du jeu sorti en 1993)

## Les livres
- Gabriel Knight: Sins of the Fathers[5]  (ISBN 0-451-45607-6) est l'adaptation directe des événements du jeu homonyme.
- Gabriel Knight: The Beast Within[6]  (ISBN 0-451-45621-1) s'inspire beaucoup plus librement de l'histoire interactive dont il est tiré.

Il est à noter que ces deux romans sont épuisés chez l'éditeur et qu'ils n'ont jamais été traduits en français.